# スペシャルデューティー
スペシャルデューティー（Special Duty　2007年2月12日 - ）とは、イギリス産、フランス調教の競走馬である。2010年のイギリス1000ギニー、プール・デッセ・デ・プーリッシュの英仏クラシックをともに1位入線馬の降着による繰り上げ1着で連勝した。馬名は「スペシャルデューティ」とも表記される。

## 経歴
馬主のハーリド・ビン・アブドゥッラー殿下の、ジュドモントファーム名義の自家生産馬。デビュー戦からプール・デッセ・デ・プーリッシュまではステファン・パスキエ騎手が手綱を取り、ファルマスステークスでは、クリストフ・ルメール騎手が騎乗予定だったが、落馬負傷の為、トム・クアリー騎手が代役で騎乗した。
2009年（2歳）
シャンティイ調教場のクリスティアーヌ・ヘッド調教師のもと、デビュー戦の準重賞は2着と敗れたが、2戦目のロベール・パパン賞(G3)で初勝利を挙げ、G1初挑戦のモルニ賞2着惜敗の後、英国の2歳牝馬短距離チャンピオン決定戦のチェヴァリーパークステークス(G1)を勝ち、4戦2勝としてカルティエ賞最優秀2歳牝馬に選出された。
2010年（3歳）
初戦のアンプルダンス賞(G3)3着後、イギリス1000ギニーに出走し、1位入線のJacqueline Quest（ジャクリーンクエスト）にハナ差競り負けて2着に敗れたと思われたが、ジャクリーンクエストが進路妨害で2着降着になり、2位入線も繰り上げ優勝。次走のプール・デッセ・デ・プーリッシュは、ゴール前6頭の大混戦を頭抜けた1位入線のLiliside（リリシド）が進路妨害で6着降着になり、これも2位入線繰り上げ優勝となって、英仏のクラシック競走を1位入線馬の降着による繰り上がりで連勝することとなった。古馬との初対戦となったファルマスステークスでは2番人気に推されたが、見せ場なく7着に終わった。3ヶ月間隔をおいて10月のフォレ賞に出走したがゴルディコヴァの6着、11月のメートリアークステークスでは7着に終わった。そのレースを最後に引退し、繁殖牝馬入りする。

## 競走成績
| 年月日     | 競馬場           | レース名                         | 格     | 着順 | 距離    | 勝ちタイム  | 斤量   | 騎手         | 着差         | 勝ち馬/（2着馬）   |
| 2009.07.04 | ドーヴィル       | ヤコウレフ賞                     | 準重賞 | 2着  | 芝1000m | (0.58.6)    | 56.5kg | S.パスキエ   | 1 1/2馬身    | Sorciere           |
| 2009.07.26 | メゾンラフィット | ロベール・パパン賞               | G2     | 1着  | 芝1100m | 1:01.4      | 56.5kg | S.パスキエ   | 1 1/2馬身    | (Siyouni)          |
| 2009.08.23 | ドーヴィル       | モルニ賞                         | G1     | 2着  | 芝1200m | （1:07.9 ） | 55.5kg | S.パスキエ   | 短頭         | Arcano             |
| 2009.10.02 | ニューマーケット | チェヴァリーパークS              | G1     | 1着  | 芝6f    | 1:10.38     | 124lbs | S.パスキエ   | 2 3/4馬身    | (Misheer )         |
| 2010.04.08 | メゾンラフィット | アンプルダンス賞                 | G3     | 3着  | 芝1400m | (1.28.6)    | 57kg   | S.パスキエ   | 1/2馬身      | Joanna             |
| 2010.05.02 | ニューマーケット | イギリス1000ギニー               | G1     | 1着  | 芝8f    | (1.39.66)   | 126lbs | S.パスキエ   | ハナ（繰上） | (Jacqueline Quest) |
| 2010.05.16 | ロンシャン       | プール・デッセ・デ・プーリッシュ | G1     | 1着  | 芝1600m | (1.37.4)    | 57kg   | S.パスキエ   | 頭（繰上）   | (Baine)            |
| 2010.07.07 | ニューマーケット | ファルマスS                      | G1     | 7着  | 芝8f    | (1.36.76)   | 122lbs | T.クアリー   | 21馬身       | Music Show         |
| 2010.10.03 | ロンシャン       | フォレ賞                         | G1     | 6着  | 芝1400m | (1.22.10)   | 55.5kg | S.パスキエ   | 4 1/4馬身    | Goldikova          |
| 2010.11.27 | ハリウッドパーク | メートリアークS                  | G1     | 7着  | 芝8f    | (1.34.01)   | 120lbs | R.ベジャラノ | 4馬身        | Gypsy's Warning    |

## 血統表
| スペシャルデューティーの血統（ストームキャット系／Northern Dancer4×4×5=15.62%） | スペシャルデューティーの血統（ストームキャット系／Northern Dancer4×4×5=15.62%） | スペシャルデューティーの血統（ストームキャット系／Northern Dancer4×4×5=15.62%） | （血統表の出典）      | （血統表の出典） |
| 父 *ヘネシー Hennessy 1993 栗毛                                                 | 父の父Storm Cat 1983 黒鹿毛                                                     | Storm Bird                                                                      | Northern Dancer       | Northern Dancer  |
| 父 *ヘネシー Hennessy 1993 栗毛                                                 | 父の父Storm Cat 1983 黒鹿毛                                                     | Storm Bird                                                                      | South Ocean           |                  |
| 父 *ヘネシー Hennessy 1993 栗毛                                                 | 父の父Storm Cat 1983 黒鹿毛                                                     | Terlingua                                                                       | Secretariat           | Secretariat      |
| 父 *ヘネシー Hennessy 1993 栗毛                                                 | 父の父Storm Cat 1983 黒鹿毛                                                     | Terlingua                                                                       | Crimson Satan         |                  |
| 父 *ヘネシー Hennessy 1993 栗毛                                                 | 父の母Island Kitty 1976 栗毛                                                    | Hawaii                                                                          | Utrillo               | Utrillo          |
| 父 *ヘネシー Hennessy 1993 栗毛                                                 | 父の母Island Kitty 1976 栗毛                                                    | Hawaii                                                                          | Ethane                |                  |
| 父 *ヘネシー Hennessy 1993 栗毛                                                 | 父の母Island Kitty 1976 栗毛                                                    | T.C. Kitten                                                                     | Tom Cat               | Tom Cat          |
| 父 *ヘネシー Hennessy 1993 栗毛                                                 | 父の母Island Kitty 1976 栗毛                                                    | T.C. Kitten                                                                     | Needlebug             |                  |
| 母 Quest to Peak 2002 鹿毛                                                      | 母の父Distant View 1991 栗毛                                                    | Mr. Prospector                                                                  | Raise a Native        | Raise a Native   |
| 母 Quest to Peak 2002 鹿毛                                                      | 母の父Distant View 1991 栗毛                                                    | Mr. Prospector                                                                  | Gold Digger           |                  |
| 母 Quest to Peak 2002 鹿毛                                                      | 母の父Distant View 1991 栗毛                                                    | Seven Springs                                                                   | Irish River           | Irish River      |
| 母 Quest to Peak 2002 鹿毛                                                      | 母の父Distant View 1991 栗毛                                                    | Seven Springs                                                                   | La Trinite            |                  |
| 母 Quest to Peak 2002 鹿毛                                                      | 母の母Viviana 1990 鹿毛                                                         | Nureyev                                                                         | Northern Dancer       | Northern Dancer  |
| 母 Quest to Peak 2002 鹿毛                                                      | 母の母Viviana 1990 鹿毛                                                         | Nureyev                                                                         | Special               |                  |
| 母 Quest to Peak 2002 鹿毛                                                      | 母の母Viviana 1990 鹿毛                                                         | Nijinsky Star                                                                   | Nijinsky              | Nijinsky         |
| 母 Quest to Peak 2002 鹿毛                                                      | 母の母Viviana 1990 鹿毛                                                         | Nijinsky Star                                                                   | Chris Evert F-No.23-b |                  |

## 参考資料
- “Special Duty”.   Ped Net. 2010年6月16日閲覧。
- “Horse Special Duty” (英語).   RACING POST.com. 2010年6月16日、2010年7月12日、2010年10月4日閲覧。 エラー: 閲覧日が正しく記入されていません。（説明）